# سیمون بانزا
سیمون بانزا (انگلیسی: Simon Banza؛ زادهٔ ۱۳ اوت ۱۹۹۶) بازیکن فوتبال اهل فرانسه است.
از باشگاه‌هایی که در آن بازی کرده‌است می‌توان به باشگاه فوتبال لانس اشاره کرد.
او اکنون مهاجم تیم فوتبال براگا ست.